# Goryphus nursei
Goryphus nursei är en stekelart som först beskrevs av Cameron 1907.  Goryphus nursei ingår i släktet Goryphus och familjen brokparasitsteklar. Inga underarter finns listade i Catalogue of Life.